# 裸尾犰狳属
裸尾犰狳屬（學名：Cabassous）是異關節總目有甲目犰狳科的一屬，包括四種：
- 北方裸尾犰狳 Cabassous centralis
- 查科裸尾犰狳 Cabassous chacoensis
- 南方裸尾犰狳 Cabassous unicinctus
- 大裸尾犰狳 Cabassous tatouay